# 이의선 (배우)
이의선(1958년 7월 24일 ~ )은 대한민국의 성우·배우이다. 1982년 EBS 5기 공채 성우로 데뷔하였다.

## 출연 작품

### 애니메이션
- 4학년 2반 아이들 (EBS)
- 곰돌이와 비키의 모험 (EBS) - 덤비
- 다카하시 루미코 극장 - 인어의 숲 (애니원) - 사냥꾼, 스님
- 마이너리그 (EBS) - 제프 멍고, 록키
- 몬스터 (투니버스) - 관리인
- 믹과 맥의 축구이야기 (EBS)
- 세계명작동화 (EBS) - '꼬마 토끼 레지의 숲 속 탐험'편 꼬마 다람쥐
- 싸커보이 토토 (MBC) - 불량학생, 오투대왕
- 우바우바 마수필라미 (EBS) - 라울
- 워터십 다운의 토끼들 (EBS) - 브룸 대장, 카라, 레인클라우드
- 플랜더스의 개 (EBS)

### 영화
- 2009년 《킬미》- 맹인 역
- 2009년 《애자》- 학부형 역
- 2008년 《도레미파솔라시도》- 안현고 선생님 역
- 2007년 《마이 파더》- 교도소장 역
- 2007년 《1번가의 기적》- 과일가게 주인 역
- 2006년 《호로비츠를 위하여》- 세탁소 이씨 역
- 2006년 《사랑을 놓치다》- 실업 조정팀 감독 역
- 2006년 《홀리데이》- 전직 대통령 역
- 2005년 《간 큰 가족》- 동장 역
- 1999년 《텔 미 썸딩》- 감찰관 2 역
- 1999년 《주유소 습격 사건》- 중국집 주인 역
- 1993년 《무엇에 쓰는 물건인고》

### TV 드라마
- 2004년 MBC 영웅시대
- 2003년 MBC 실화극장 죄와 벌
- 2001년 MBC 《상도》
- 2000년 KBS1 《민들레》
- 1995년 MBC 《제4공화국》
- 2003년 KBS  《무인시대》- 완안자연 역

### 방송
- 추리특급 (KBS2)
- 현장기록형사 (MBC)
- 경찰청 사람들 (MBC)
- 딩동댕 유치원 (EBS)
- 색깔부부 (MBC)

### 내레이션
- 엄마와 함께 동화나라로 (KBS2)
- 6시 내고향 (KBS1)
- 최화정의 맛있는 이야기 (MBC)
- 강호동의 요리 (MBC)
- 815특집 장보고 (KBS1)
- 최인호 - 왕도의 비밀 (SBS)

### 라디오 드라마
- 교과서를 품은 드라마 한국사 (EBS FM)

### 게임
- 사이킥 포스 2012 - 게이츠, 겐신, 가데스

### 광고
- 보헤미아 크리스탈
- 현대건설
- 하이홈점콤
- 공기청정기 솔솔
- 교연학원
- 변산떡밥
- 다니까 떡밥